# Rafał Pietrzak
Rafał Pietrzak (ur. 30 stycznia 1992 w Sosnowcu) – polski piłkarz, występujący na pozycji obrońcy od 2023 w Wieczystej Kraków. Reprezentant Polski.

## Życiorys

### Kariera klubowa
Karierę piłkarską rozpoczął w polskim klubie Zagłębie Sosnowiec, skąd wypożyczony był do Górnika Zabrze (2010–2011, opłata za wypożyczenie: 20 tys. euro). Następnie był zawodnikiem klubów m.in.: Górnika Zabrze (2010–2013, kwota odstępnego 80 tys. euro), Piasta Gliwice (2011–2012, wypożyczenie), Kolejarza Stróże (2012–2013, wypożyczenie) oraz GKS-u Katowice (2013–2016, bez odstępnego).
8 stycznia 2016 podpisał obowiązujący od 1 lipca kontrakt z Wisłą Kraków. Jednakże, władze klubu porozumiały się z GKS-em Katowice, dzięki czemu dołączył do drużyny w styczniu 2016, związując się z klubem 3,5-letnią umową, kwota odstępnego 25 tys. euro. 12 lutego 2016 zadebiutował w nowych barwach, wychodząc w podstawowym składzie podczas przegranego 1:0 meczu ze Śląskiem Wrocław. Rundę wiosenną sezonu 2015/2016 zakończył z dorobkiem 6 meczów ligowych, w których nie zdobył bramki. 16 lipca 2016, w spotkaniu otwierającym nowy sezon zdobył swojego pierwszego gola w Ekstraklasie, pokonując bramkarza Pogoni Szczecin podczas wygranego 2:1 spotkania.
W 2018 wypożyczony był do Zagłębia Lubin.
18 lipca 2019 belgijski zespół Royal Excel Mouscron z Eerste klasse A poinformował za pomocą mediów społecznościowych o pozyskaniu Rafała Pietrzaka na zasadzie wolnego transferu.
20 lutego 2020 podpisał trzyipółletni kontrakt z polskim klubem Lechia Gdańsk.

### Kariera reprezentacyjna
W 2010 był reprezentantem Polski U-18. 7 lutego 2010 zadebiutował w reprezentacji Polski do lat 19 w przegranym 0:2 meczu towarzyskim z Niemcami. W latach 2011–2013 występował w reprezentacji Polski do lat 20.
W seniorskiej reprezentacji Polski zadebiutował 7 września 2018 na stadionie Stadio Renato Dall'Ara (Bolonia, Włochy) podczas pierwszej edycji Ligi Narodów UEFA (2018–2019) w zremisowanym meczu 1:1 z reprezentacją Włoch. Pozostałe dwa mecze w reprezentacji były grami towarzyskimi, w 2018 roku z Irlandią oraz 2020 z Finlandią.

## Statystyki

### Klubowe
(aktualne na dzień 31 maja 2022)
| Klub                   | Sezon              | Liga               | Liga  | Liga   | Puchar Krajowy | Puchar Krajowy | Europa | Europa | Inne  | Inne   | Suma  | Suma   |
| Klub                   | Sezon              | Liga               | Mecze | Bramki | Mecze          | Bramki         | Mecze  | Bramki | Mecze | Bramki | Mecze | Bramki |
| ---------------------- | ------------------ | ------------------ | ----- | ------ | -------------- | -------------- | ------ | ------ | ----- | ------ | ----- | ------ |
| Zagłębie Sosnowiec     | 2007/08            | I liga             | 1     | 0      | –              | –              | –      | –      | –     | –      | 1     | 0      |
| Zagłębie Sosnowiec     | 2008/09            | II liga            | 24    | 1      | –              | –              | –      | –      | 2     | 0      | 26    | 1      |
| Zagłębie Sosnowiec     | 2009/10            | II liga            | 26    | 0      | 4              | 0              | –      | –      | –     | –      | 30    | 0      |
| Zagłębie Sosnowiec     | 2010/11            | II liga            | 2     | 0      | 1              | 0              | –      | –      | –     | –      | 3     | 0      |
| Zagłębie Sosnowiec     | Ogólnie            | Ogólnie            | 53    | 1      | 5              | 0              | 0      | 0      | 2     | 0      | 60    | 1      |
| Górnik Zabrze          | 2010/11            | Ekstraklasa        | 5     | 0      | 1              | 0              | –      | –      | –     | –      | 6     | 0      |
| Piast Gliwice (wyp.)   | 2011/12            | I liga             | 9     | 0      | 1              | 0              | –      | –      | –     | –      | 10    | 0      |
| Kolejarz Stróże (wyp.) | 2012/13            | I liga             | 24    | 0      | 1              | 0              | –      | –      | –     | –      | 25    | 0      |
| GKS Katowice           | 2013/14            | I liga             | 31    | 1      | 1              | 0              | –      | –      | –     | –      | 32    | 1      |
| GKS Katowice           | 2014/15            | I liga             | 33    | 2      | 1              | 0              | –      | –      | –     | –      | 34    | 2      |
| GKS Katowice           | 2015/16            | I liga             | 17    | 0      | 3              | 0              | –      | –      | –     | –      | 20    | 0      |
| GKS Katowice           | Ogólnie            | Ogólnie            | 81    | 3      | 5              | 0              | 0      | 0      | 0     | 0      | 86    | 3      |
| Wisła Kraków           | 2015/16            | Ekstraklasa        | 6     | 0      | –              | –              | –      | –      | –     | –      | 6     | 0      |
| Wisła Kraków           | 2016/17            | Ekstraklasa        | 9     | 1      | 2              | 0              | –      | –      | –     | –      | 11    | 1      |
| Wisła Kraków           | 2017/18            | Ekstraklasa        | –     | –      | 1              | 0              | –      | –      | –     | –      | 1     | 0      |
| Wisła Kraków           | Ogólnie            | Ogólnie            | 15    | 1      | 3              | 0              | 0      | 0      | 0     | 0      | 18    | 1      |
| Zagłębie Lubin (wyp.)  | 2017/18            | Ekstraklasa        | 4     | 0      | –              | –              | –      | –      | –     | –      | 4     | 0      |
| Wisła Kraków           | 2018/19            | Ekstraklasa        | 26    | 1      | 1              | 0              | –      | –      | –     | –      | 27    | 1      |
| Royal Excel Mouscron   | 2019/20            | Jupiler Pro League | 15    | 0      | –              | –              | –      | –      | –     | –      | 15    | 0      |
| Lechia Gdańsk          | 2019/20            | Ekstraklasa        | 11    | 0      | 2              | 0              | –      | –      | –     | –      | 13    | 0      |
| Lechia Gdańsk          | 2020/21            | Ekstraklasa        | 26    | 1      | 2              | 0              | –      | –      | –     | –      | 28    | 1      |
| Lechia Gdańsk          | 2021/22            | Ekstraklasa        | 28    | 0      | 1              | 0              | –      | –      | –     | –      | 29    | 0      |
| Lechia Gdańsk          | Ogólnie            | Ogólnie            | 65    | 1      | 5              | 0              | 0      | 0      | 0     | 0      | 71    | 1      |
| Ogólnie w karierze     | Ogólnie w karierze | Ogólnie w karierze | 262   | 10     | 21             | 0              | 0      | 0      | 2     | 0      | 285   | 10     |

### Reprezentacyjne
(aktualne na dzień 31 maja 2022)
| Reprezentacja | Rok     | Mecze | Bramki |
| ------------- | ------- | ----- | ------ |
| Polska U-19   | 2010    | 10    | 1      |
| Polska U-19   | 2011    | 4     | 0      |
| Ogólnie       | Ogólnie | 14    | 1      |
| Polska U-20   | 2011    | 2     | 0      |
| Polska U-20   | 2013    | 1     | 0      |
| Ogólnie       | Ogólnie | 3     | 0      |
| Polska        | 2018    | 2     | 0      |
| Polska        | 2020    | 1     | 0      |
| Ogólnie       | Ogólnie | 3     | 0      |

| Mecze i gole w reprezentacji | Mecze i gole w reprezentacji | Mecze i gole w reprezentacji | Mecze i gole w reprezentacji | Mecze i gole w reprezentacji | Mecze i gole w reprezentacji | Mecze i gole w reprezentacji |
| Polska U-19                  | Polska U-19                  | Polska U-19                  | Polska U-19                  | Polska U-19                  | Polska U-19                  | Polska U-19                  |
| Lp.                          | Data                         | Miejsce                      | Przeciwnik                   | Gol                          | Wynik                        | Rozgrywki                    |
| ---------------------------- | ---------------------------- | ---------------------------- | ---------------------------- | ---------------------------- | ---------------------------- | ---------------------------- |
| 1.                           | 07.02.2010                   | La Manga, Hiszpania          | Niemcy U-19                  |                              | 0:2                          | towarzyski                   |
| 2.                           | 10.08.2010                   |                              | Szwecja U-19                 |                              | 1:3                          | towarzyski                   |
| 3.                           | 12.08.2010                   |                              | Szwecja U-19                 |                              | 0:2                          | towarzyski                   |
| 4.                           | 03.09.2010                   |                              | Norwegia U-19                |                              | 1:2                          | towarzyski                   |
| 5.                           | 05.09.2010                   |                              | Norwegia U-19                |                              | 3:3                          | towarzyski                   |
| 6.                           | 28.09.2010                   |                              | Turcja U-19                  |                              | 0:2                          | towarzyski                   |
| 7.                           | 30.09.2010                   |                              | Turcja U-19                  |                              | 2:1                          | towarzyski                   |
| 8.                           | 25.10.2010                   |                              | Finlandia U-19               | Gol                          | 2:0                          | towarzyski                   |
| 9.                           | 27.10.2010                   |                              | Mołdawia U-19                |                              | 0:0                          | towarzyski                   |
| 10.                          | 30.10.2010                   | Tatabánya, Węgry             | Węgry U-19                   |                              | 0:2                          | towarzyski                   |
| 11.                          | 26.03.2011                   |                              | Norwegia U-19                |                              | 3:1                          | towarzyski                   |
| 12.                          | 28.03.2011                   | Grodzisk Wlkp., Polska       | Norwegia U-19                |                              | 1:1                          | towarzyski                   |
| 13.                          | 26.05.2011                   |                              | Włochy U-19                  |                              | 1:3                          | towarzyski                   |
| 14.                          | 29.05.2011                   |                              | Ukraina U-19                 |                              | 1:1                          | towarzyski                   |
| Polska U-20                  |                              |                              |                              |                              |                              |                              |
| Lp.                          | Data                         | Miejsce                      | Przeciwnik                   | Gol                          | Wynik                        | Rozgrywki                    |
| 1.                           | 31.08.2011                   | Offenburg, Niemcy            | Niemcy U-20                  |                              | 2:4                          | towarzyski                   |
| 2.                           | 07.09.2011                   | Częstochowa, Polska          | Włochy U-20                  |                              | 1:2                          | towarzyski                   |
| 3.                           | 27.03.2013                   | Gliwice, Polska              | Włochy U-20                  |                              | 1:3                          | towarzyski                   |
| Polska                       |                              |                              |                              |                              |                              |                              |
| Lp.                          | Data                         | Miasto                       | Przeciwnik                   | Gol                          | Wynik                        | Rozgrywki                    |
| 1.                           | 07.09.2018                   | Bolonia, Włochy              | Włochy                       |                              | 1:1                          | LN 2018/2019                 |
| 2.                           | 11.09.2018                   | Wrocław, Polska              | Irlandia                     |                              | 1:1                          | towarzyski                   |
| 3.                           | 07.10.2020                   | Gdańsk, Polska               | Finlandia                    |                              | 5:1                          | towarzyski                   |

## Sukcesy

### Klubowe
Piast Gliwice
- Mistrzostwo I ligi: 2011/2012